# 1904 v loďstvech
Tento článek obsahuje významné události v oblasti loďstev v roce 1904.

## Události
- 18. března – Došlo ke srážce britské ponorky HMS A1 s nákladní lodí SS Berwick Castle, po které se ponorka potopila.[1]

## Lodě vstoupivší do služby
- 1904 –  Desaix a Kléber – pancéřové křižníky třídy Dupleix

- 1904 –  Amiral Aube, Condé a Gloire – pancéřové křižníky třídy Gloire

- 5. ledna –  Hertog Hendrik – pobřežní bitevní loď třídy Koningin Regentes

- 12. ledna –  SMS Prinz Adalbert – pancéřový křižník třídy Prinz Adalbert

- 30. ledna –  USS Tacoma (CL-20) – chráněný křižník třídy Denver

- únor –  HMS Cornwallis – bitevní loď třídy Duncan

- březen –  HMS Queen a HMS Prince of Wales – bitevní loď třídy London

- 5. března –  USS Des Moines (CL-17) – chráněný křižník třídy Denver

- 13. dubna –  SMS Schwaben – predreadnought třídy Wittelsbach

- 14. dubna –  Regina Margherita – bitevní loď třídy Regina Margherita

- 15. dubna –  SMS Habsburg – predreadnought třídy Habsburg

- 17. května –  USS Denver (CL-16) – chráněný křižník třídy Denver

- červen –  HMS Swiftsure a HMS Triumph – bitevní loď třídy Swiftsure

- 4. října –  Ohio – predreadnought třídy Maine

- 11. října –  USS Chattanooga (CL-18) – chráněný křižník třídy Denver

- 15. října –  SMS Braunschweig – predreadnought třídy Braunschweig

- 29. listopadu –  SMS Elsass – predreadnought třídy Braunschweig